# 小堀鞆音

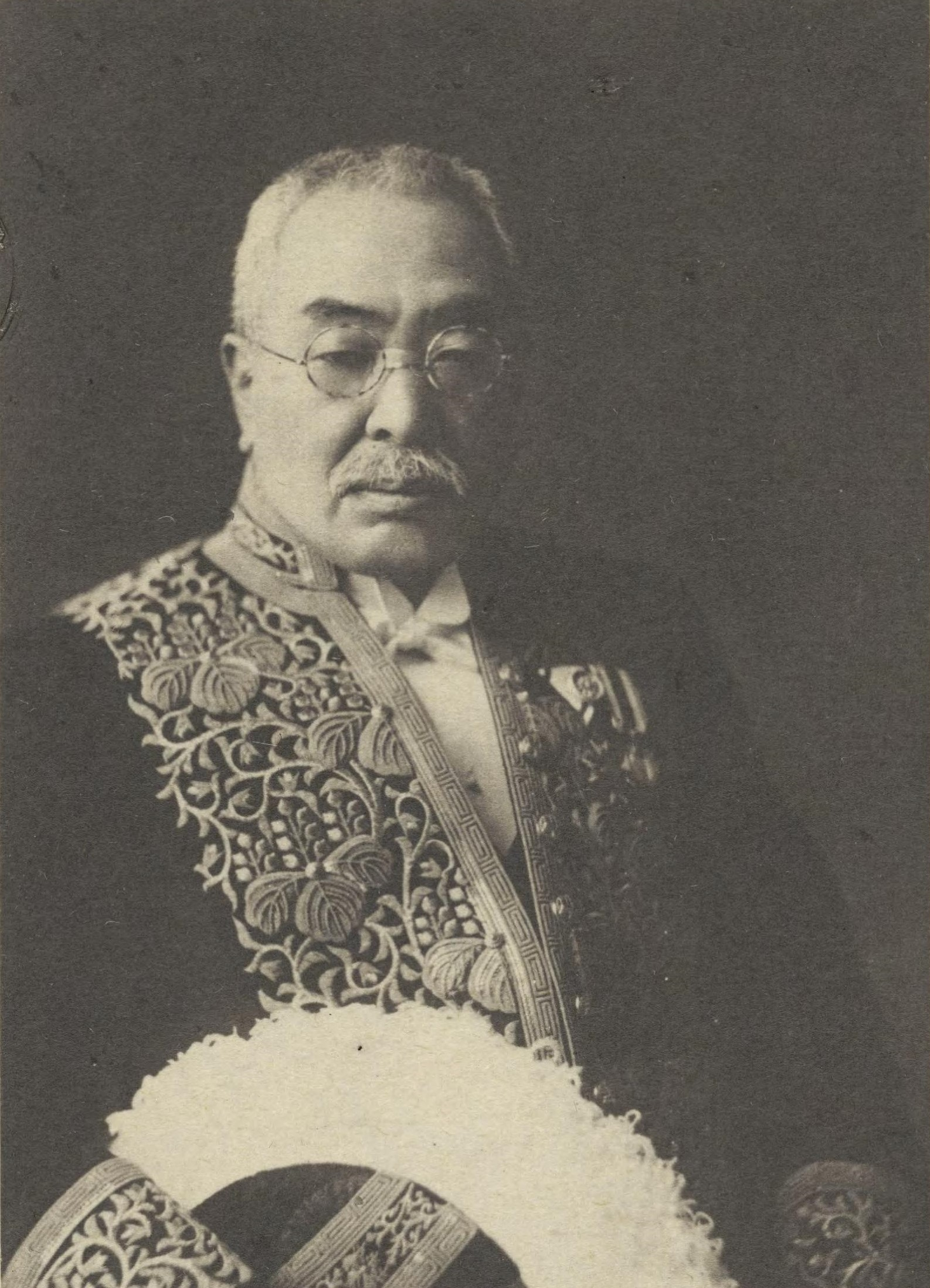
小堀鞆音

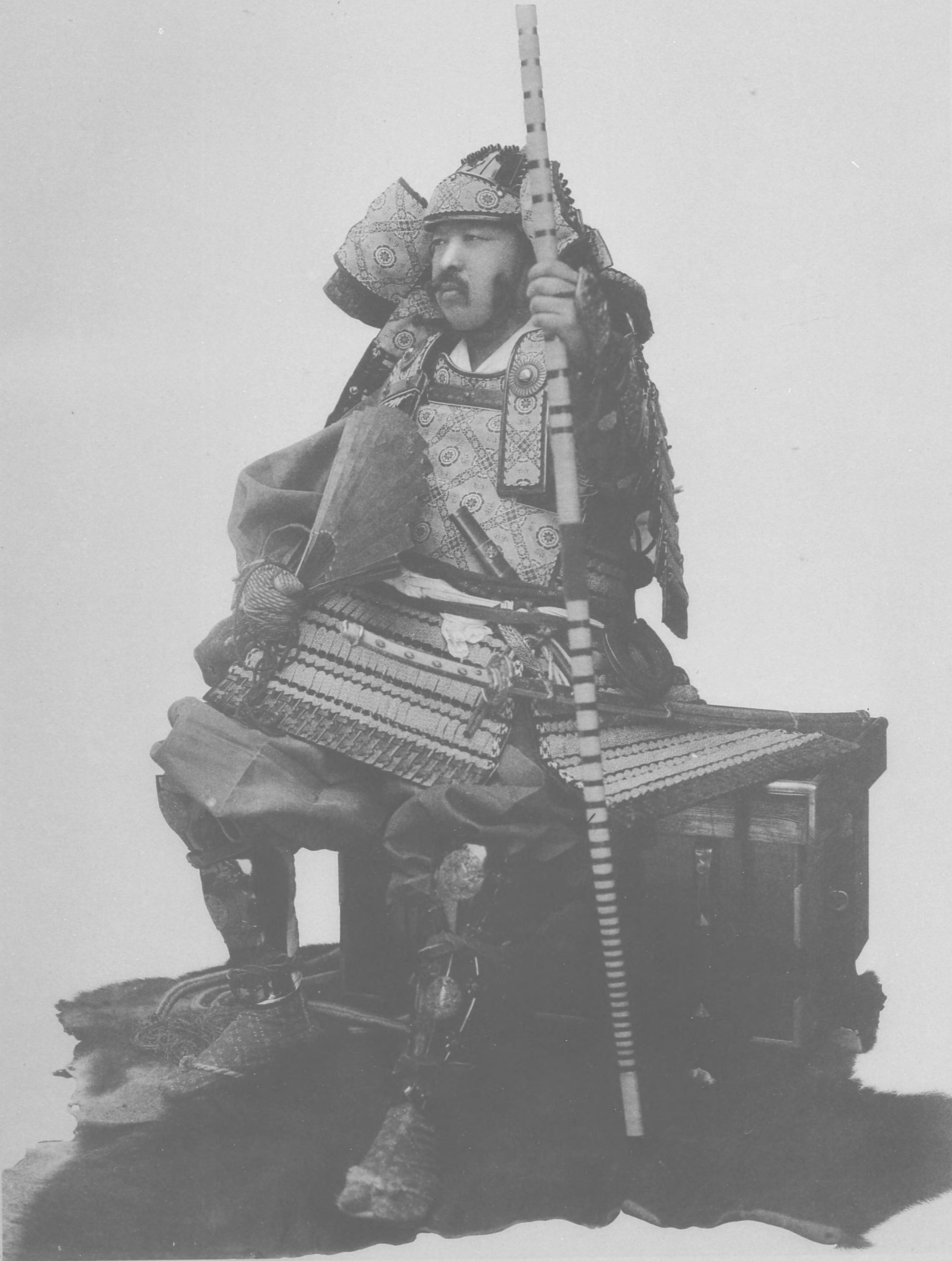
自作した小桜威大鎧を着用した鞆音（1910年）

小堀 鞆音（こぼり ともと、1864年3月26日（文久4年2月19日） - 1931年（昭和6年）10月1日）は、日本画家、故実家。東京美術学校助教授、文展審査員、帝室技芸員などを務めた。

## 略歴
下野国安蘇郡旗川村小中村（現・栃木県佐野市）で、農業を営む須藤惣兵衛の三男として生まれた。本名は桂三郎。父惣兵衛は、農業のかたわら晏齋と号し、近隣から幟の武者絵なども依頼された。長兄の勝三は長じて桂雲と号し、南画系の山水画を描いた。
15歳頃から父や兄から画事を学ぶ。初めは狩野派を学び、次いで歴史人物画から大和絵にすすむ。同時期、私塾で国学・漢学を学んだ。1883年に小堀菊次郎の養子となり家督を相続する。1884年、川崎千虎に土佐派の絵と有職故実を学ぶ。1889年、日本青年絵画協会に参加、1894年、日本絵画協会に参加する。また、1889年に創刊された小学校の児童向け雑誌「小国民」では武者絵の挿絵なども担当していた。1895年、東京美術学校助教授となるが、1896年、同校校長の岡倉天心が退職するに及んだ「美術学校騒動」に際しては師の川崎千虎と共に同校を辞職し、岡倉による日本美術院創立に加わり正員となった。ただし、後に岡倉達とは行動を別にした。のち日本美術協会に出品、文展では1907年開催の第1回より審査員となる。1908年、東京美術学校に教授として復帰。1917年6月11日、帝室技芸員、1919年、帝国美術院会員。1929年、国宝保存会委員となる。1930年、勲三等瑞宝章を受章。1931年1月に東京美術学校を退き、明治天皇の業績を称える聖徳記念絵画館のための絵画制作を続けた。同年9月25日、背中に腫瘍ができて赤十字病院に入院。切開手術を行ったが経過は思わしくなく、10月1日に門弟らに囲まれて死去。美術学校の教授職は自然主義派の平福百穂が継いだ。墓所は多磨霊園にある。
歴史画を得意とし、代表作に「武士」がある。この「武士」は弓を引く姿で描かれ、強弓で知られる源為朝の姿だと言われる。歴史画家折井宏光は本作の描写や表現、考証の深さが後の安田靫彦、前田青邨、松岡映丘らに決定的影響を与えたとしている。美術史家の日並彩乃は論文の中で特に小堀鞆音と松岡映丘の関係に注目し、「小国民」で小堀の絵に親しんだ松岡が美術学校で小堀に師事し、その後に小堀が松岡を同校の助教授に推薦した一連の経緯を解説している。一方で、新派を志した安田靫彦は保守的な画風を守る小堀鞆音と決別したという指摘も日並によってなされている。
絵に格調高さを与えるため、鞆音は有職故実の研究にも情熱を注いだ。甲冑研究については、1894年に南北朝時代の赤糸縅の胴巻きを入手したことが契機とされ、1899年に厳島神社所蔵の「紺絲威鎧」「小桜韋黄返威鎧」が国宝に指定された時には日本美術院に運ばれたこれらの美術品について川崎千虎の指導下で関保之助と共に修理監督となり、1901年にはその修理復元を完成させた。更に「小桜韋黄返威鎧」の模作を3年がかりで制作している。鞆音は自作の復元甲冑などを積極的に身につけて写真を撮り、これは有職故実研究の実証として他の画家の制作方法にも影響を与えた。
また、勤皇家としても知られ、これに沿った多くの作品を残した。1892年3月25日に第一高等学校 (旧制)へ納入され、同校の倫理講堂に掲げられた大画面の額装図、「菅公図」と「田村将軍図」は同校校長木下広次の掲げた文武両道精神、および戦前の日本における倫理道徳教育の象徴として、後年の解説論文でも歴史的価値を与えられている。一方、同じ小中村の出身で明治天皇への直訴を行った田中正造とも親交があり、田中が1913年に亡くなった後には墓碑に刻む田中の全身画を描いた。
写真技術の発達により歴史画そのものの需要が低下し、さらに第二次世界大戦の敗北により日本の社会構造や価値観が大きく転換したことで、戦後も人気を博した多くの弟子達と比較すると小堀鞆音の作品が顧みられることは減っていたが、戦後の学制改革で旧制一高から生まれた東京大学教養学部の教授となった鞆音の孫の小堀桂一郎などの活動も受け、1980年代以降に再評価されて展示会などが開かれるようになった。1996年には小堀桂一郎が題字を書いた顕彰碑が佐野市小中町の生家跡に設置された。この顕彰碑から100mほど離れた場所に残る田中正造旧宅（生家）には、小堀の描いた田中像も模写した、田中の墓碑の複製が置かれている。また東京大学教養学部では一高時代の所蔵絵画に関する修復事業も続けられ、2017年の駒場祭（同学部の学園祭）では同学部図書館に小堀鞆音の作品が6点伝わっていることが画像と共に紹介された。
弟子に、安田靫彦、小山栄達、川﨑小虎、磯田長秋、伊東紅雲、棚田暁山、尾竹国観、森戸果香など。長男の小堀稜威雄は洋画家。長女のツネは小笠原長生の弟で洋画家の小笠原丁の妻。比較文学者で小堀鞆音に関する顕彰活動も行っている小堀桂一郎は孫、その娘で宗教学者の小堀馨子は曾孫。孫の小堀令子は、遠縁の小山田二郎の晩年の妻で画家。

## 代表作
| 作品名                         | 技法         | 形状・員数       | 寸法（縦x横cm）   | 所有者                 | 年代                 | 出品展覧会                      | 落款                          | 備考 |
| ------------------------------ | ------------ | ---------------- | ----------------- | ---------------------- | -------------------- | ------------------------------- | ----------------------------- | --- |
| 大阪後之役図                   | 絹本著色     | 額装1面          |                   | 東京大学教養学部図書館 | 明治23年（1890年）   | 第三回内国勧業博覧会妙技三等賞  |                               | 第一高等学校買上 |
| 経政詣竹生島                   | 絹本著色     | 1幅              | 181.4x83.5        | 東京芸術大学大学美術館 | 明治29年（1896年）   | 日本絵画協会第1回共進会銅牌二席 | 款記「鞆音」/「鞆音」朱文方印 | |
| 武士                           | 絹本著色     | 1幅              | 224.2x113.6       | 東京芸術大学大学美術館 | 明治30年（1897年）   | 日本絵画協会第2回共進会銅牌受賞 | 「鞆音」朱文円印              | |
| 常世                           | 絹本著色     | 1幅              | 170.0x281.6       | 東京芸術大学大学美術館 | 明治30年（1897年）   | 日本絵画協会第3回共進会         | 「鞆音」朱文円印              | |
| 忠臣楠公父子図・孝子小松内府図 | 絹本著色     | 双幅             | 168.0x87.0（各）  | 松岡美術館             | 明治40年（1907年）   |                                 |                               | |
| 忠孝之図                       | 紙本著色     | 六曲一双         |                   | 本間美術館             |                      |                                 |                               | |
| 薩摩守平忠度桜下詠歌之図       | 絹本著色     | 額装（二曲一隻） |                   | 栃木県立美術館         | 大正11年（1923年）頃 |                                 |                               | |
| 舞楽図屏風                     | 紙本金地著色 | 六曲一双         | 162.3x358.2（各） | 島根県立石見美術館     | 明治末から昭和初期   |                                 |                               | |
| 廃藩置県                       | 絹本著色     | 額装1面          |                   | 聖徳記念絵画館         | 昭和9年（1934年）    |                                 |                               | 小堀鞆音は聖徳記念絵画館に最も多い3点の作品を描いているが、この作品描いた直後に亡くなったため、他の2点「二条城太政宮代行幸」「東京御着輦」は残された大下絵を元に安田靫彦が後見し、鞆音の息子達の手で完成された。 「東京御着輦」は1968年（昭和43年）、政府が行った「明治百年記念事業」の一環として郵政省が発行した2種類の記念切手の1つに図柄が採用された。 |

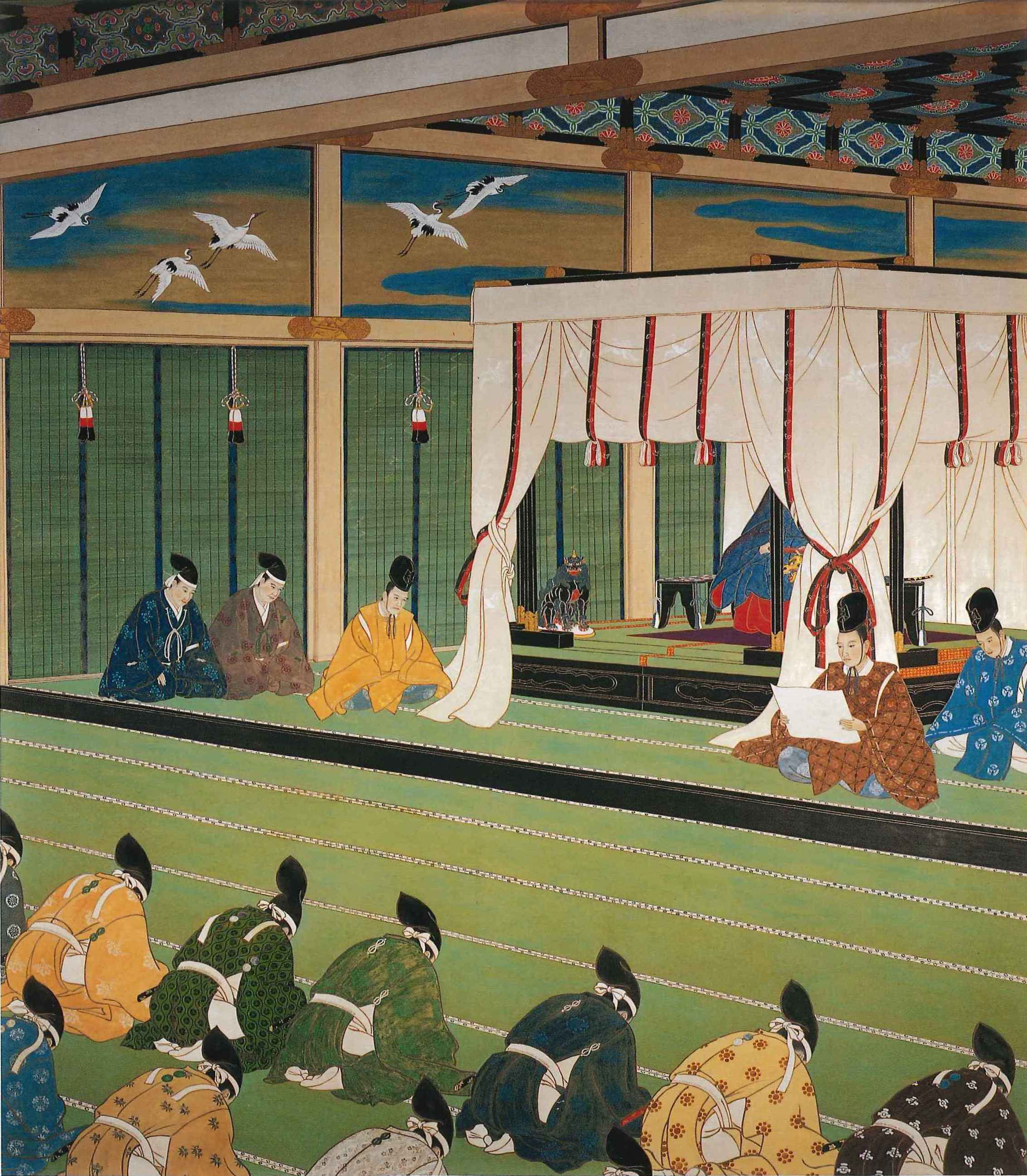
「廃藩置県」
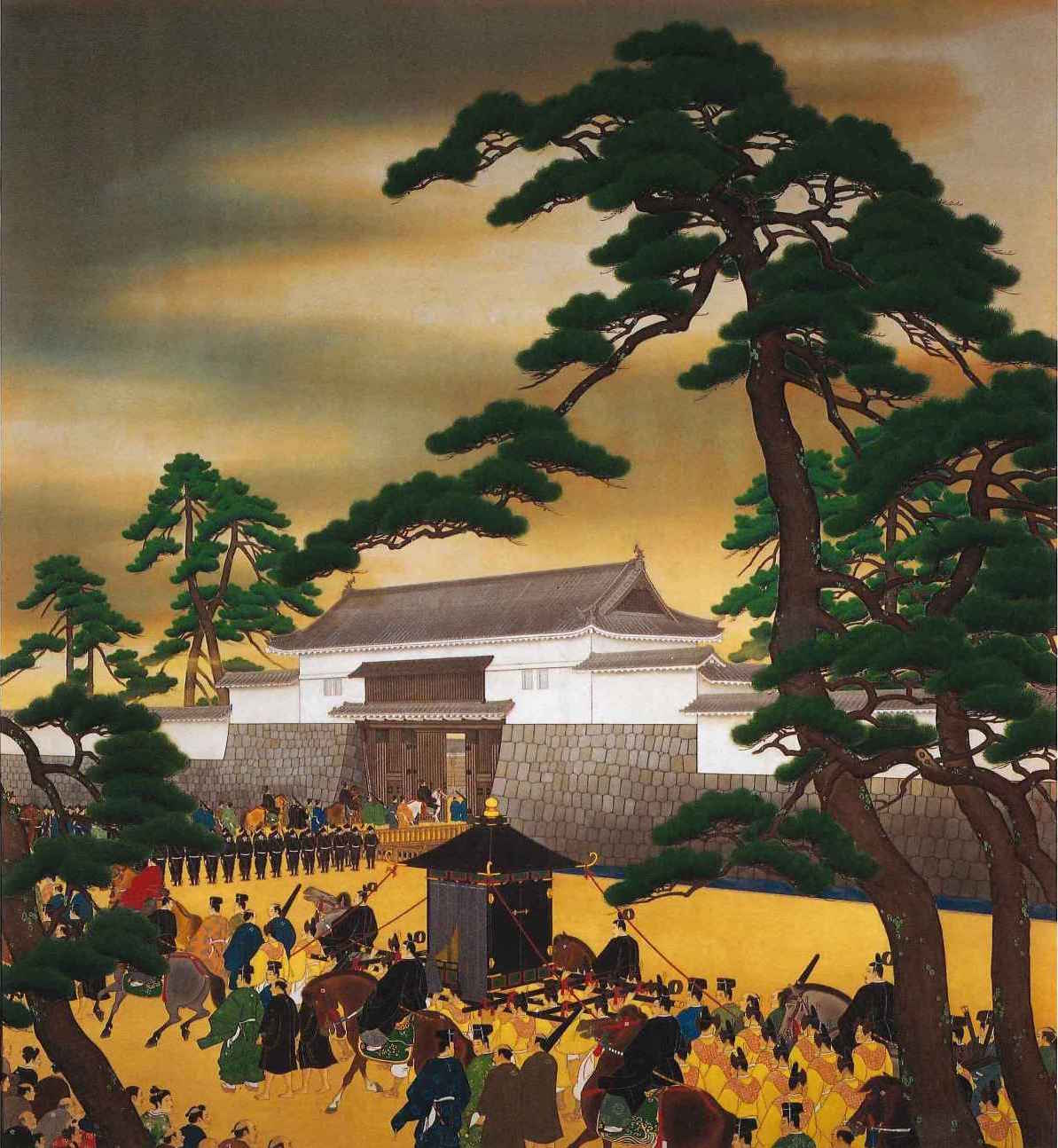
「二条城太政宮代行幸」1933年
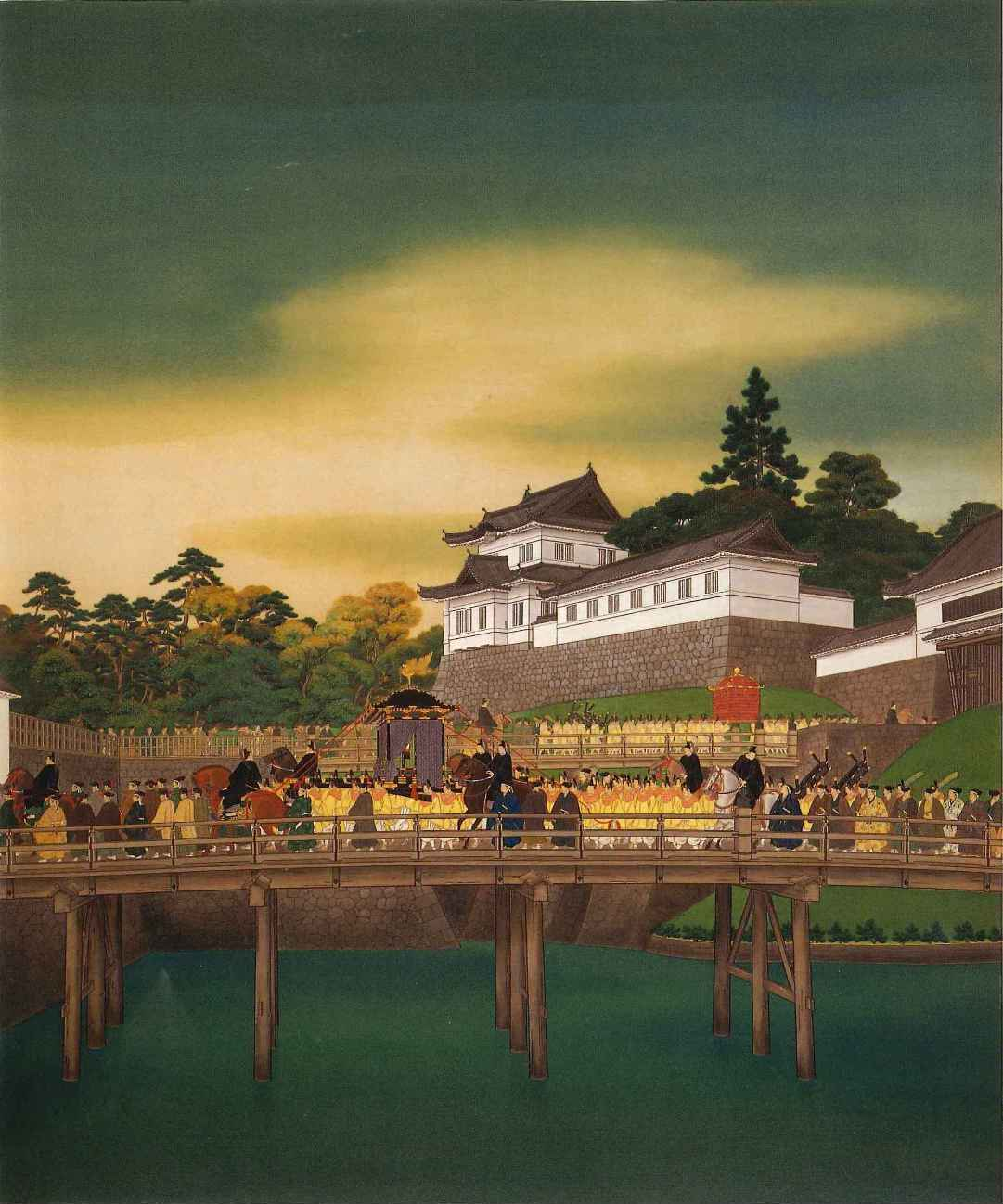
「東京御着輦」1934年
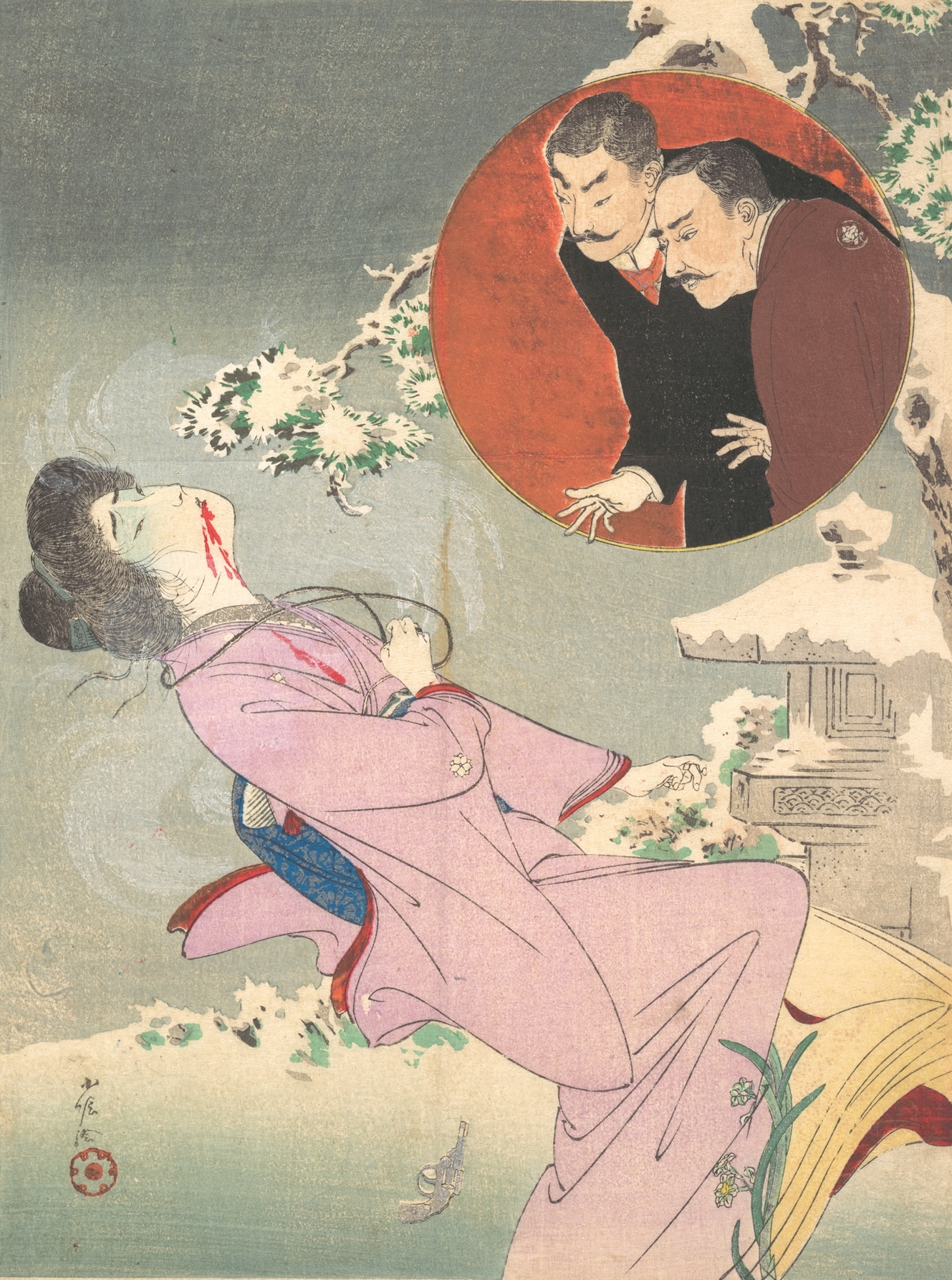
1906年
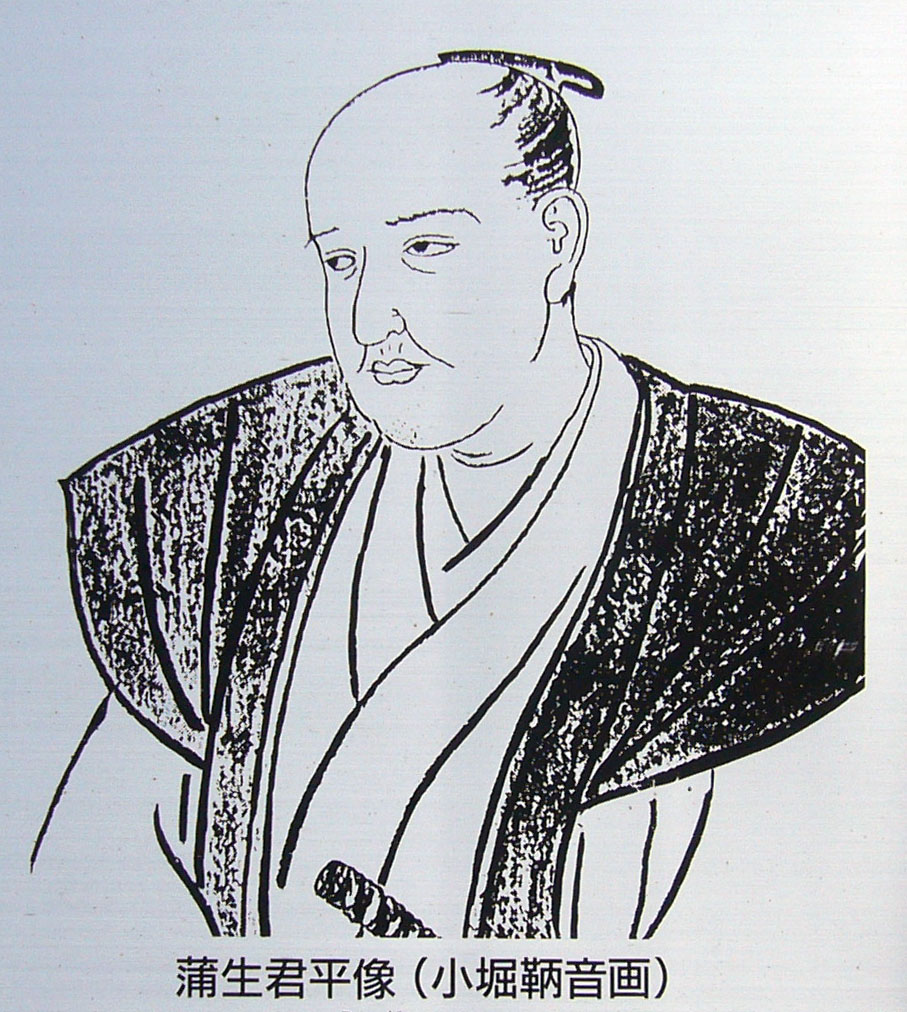
「蒲生君平勅旌碑」（宇都宮市）の脇の金属プレート

## 著書、関係書籍
- 鞆音遺響 小堀稜威雄、1931
- 弦廼舎画迹 工芸社、1933
- 小堀鞆音歴史画素描集 安田靫彦 美術思潮社、1943

展覧会図録
- 『近代歴史画の父 小堀鞆音展』 栃木県立美術館、1982
- 『小堀鞆音展 近代日本歴史画の巨匠』 佐野市郷土博物館、 1984
- 『小堀鞆音と近代日本画の系譜 勤皇の画家と「歴史画」の継承者たち 明治神宮外苑創建80年記念特別展 』岡部昌幸監修 明治神宮教学研究センター編 明治神宮、2006
- 『小堀鞆音没後80年展』 佐野市郷土博物館・佐野市立吉澤記念美術館、2011

## 参考資料
- 日並彩乃「復古大和絵に纏わる「近代性」の言説に関する一考察」、『関西大学東西学術研究所紀要』第49巻第49号、313-332p、2016
- 井戸美里「一高絵画資料の概要」、東京大学駒場祭2017年度公開講座「東京大学駒場博物館所蔵の一高絵画資料の概要：一高伝来の「歴史画」について」配付資料、2017
- 井戸美里「歴史画における有職故実と図案教育―一高伝来の「歴史画」をめぐって―」、『茨城大学五浦美術文化研究所紀要』、第25号、15-40p、2018

- ウィキメディア・コモンズには、小堀鞆音に関するカテゴリがあります。